# Genera plantarum (Jussieu)
Pour les articles homonymes, voir Genera plantarum.
Genera Plantarum est un ouvrage du botaniste français Antoine-Laurent de Jussieu publié en 1789. L'auteur reprend la méthode de classification naturelle des plantes proposée par son oncle Bernard de Jussieu. Alors que celui-ci s'était abstenu de publier quoi que soit sur le sujet, son neveu, Antoine-Laurent fit la présentation de ce système en 1774 dans un mémoire qu'il lut à l'Académie des sciences intitulé: Exposition d'un nouvel ordre de plantes adopté dans les démonstrations du Jardin royal.  Quinze ans plus tard, c'est dans Genera Plantarum qu'il détaillera ce système de classification qui s'oppose à celui proposé par Linné quelques décennies plus tôt. De Jussieu y décrit 15 classes, 100 familles et environ 400 genres de plantes.
Cet ouvrage est considéré comme la base de la nomenclature des familles par le Code international de la nomenclature botanique.